# Trubar
Trubar (szerbül: Трубар) szerb falu Bosznia-Hercegovinában, Bihács községben, a Bosznia-hercegovinai Föderáció Una-Szanai kantonjában.

## Fekvése
Bihács központjától légvonalban 60, közúton 100 km-re délkeletre, Drvartól légvonalban 10, közúton 19 km-re nyugatra fekszik. Trubar Osredaktól és Mali Cvjetnićtől délre, illetve délkeletre terül el. E két falutól a Vučijak-hegy és a Kordina Draga szurdoka választja el. Nyugaton Lički Osreci és Dugopolje, délen pedig Tiškovec határolja. Tiškovectől az Ujilica lejtője, Grahovtól pedig Ujilica legmagasabb gerince és alsó része, a Lijeska választja el. Keleten Trubart az Unac határolja. A Metla és a Bobara csúcsa ugyancsak természetes határként szolgál ezen az oldalon. Trubar egy sziklás, kopár és víztelen falu. Csak olyan helyen van föld, ahol a szikla nem tört át a felszínre, és így a föld művelhető. De olyan földeket is művelnek, ahol a termőföldön kiáll a kő, de nem túl nagy sűrűségben.
A falu széttagolt típusú. Négy régióra oszlik: Vučiak, Trubar, Vagan és Dolovi. Mindegyik több házcsoportból áll. Vaganban és Doloviban a házak sorokba vannak rendeződve, amelyek a művelhető mezők köré épültek. Az egész faluban 179 ház található.

## Népessége
Lakossága 2013-ban 312 fő volt, mely csaknem teljes egészében szerb etnikumú.
| Nemzetiségi csoport | Népesség 1991 | Népesség 2013 |
| ------------------- | ------------- | ------------- |
| Szerb               | 312           | 63            |
| Bosnyák             | 0             | 0             |
| Horvát              | 0             | 1             |
| Jugoszláv           | 0             | 0             |
| Egyéb               | 0             | 0             |
| Összesen            | 312           | 64            |

## Története
A falu nevével kapcsolatban nincsenek megbízható értelmezések. Az egyik történet szerint a legidősebb telepesek a földben ásva találtak egy fém trombitát, ezért nevezték el a falut Trubarnak. A településrészek nevei földrajzi eredetűek: a Vagan a föld alakja miatt hasonlít a vékához, Dolovi egy hosszúkás völgy, a Vučijak egy hegy, mely egykor nagy és sűrű erdővel volt borítva, ahol farkasok laktak és menedékek voltak az üldözöttek számára.
Trubarban több egykori település nyoma is megtalálható. A Džidovina nevű dűlőben egy ősi temető és valószínűleg egy ősi szentély is volt. Sok nagy sírkő volt itt, melyeket csak annyit faragtak, hogy téglatest alakúak legyenek, felépítésük pedig egészen egyszerű volt. Jelenleg templom áll ott, és a templomkertben még több ilyen kő van, közülük sokat a templomkert kerítésének falazására használtak fel. A népi hiedelem szerint itt éltek a „dzsidek”, akik, amikor elmentek innen, elkezdték benépesíteni a mai világot. Gradinán a Boltić-ház közelében több temetkezés maradványa látható. Halmokat és réztárgyakat találtak ott. Zalinovacon, Vaganban egy ősi szárazan rakott fal és egy sánc van körülötte. Ujilica környékén sok helyen találhatunk ilyen falakat, sáncokat. A Popović-háznál egy kápolna áll. A lázadás előtt Kevelj Popović a török hatóságok engedélye nélkül épített kápolnát itt. Hogy ezt a helyet már a kápolna építése előtt is Crkvinának hívták-e, arról ma már senki sem tud mit mondani.

## Nevezetességei
- A Legszentebb Istenszülő születése tiszteletére szentelt ortodox templom 1892-ben épült a Džidovina nevű helyen. A templom története során kétszer is leégett – a második világháború az usztasák, 1995-ben pedig a horvát reguláris hadsereg tagjai gyújtották fel. Van egy régi középkori temető is a Džidovinán mintegy 20 nagy, elnagyolva faragott sírkővel. Ezeknek a régi emlékműveknek egy részét később építőanyagként használták.[3]

- Van egy templom Trubar Popovići nevű falujában is. Ezt Kevelj Popović a török hatóságok engedélye nélkül építette.

- Található itt egy őskori vár is, mely egy különálló dombon található. A várat védő, meredek oldalakkal védett 60 x 30 méteres alappal rendelkező tumulus mintegy 16 méter magas, és valószínűleg a késő bronzkorból származik.[3]

## Fordítás
- Ez a szócikk részben vagy egészben  a(z)   Трубар című szerb Wikipédia-szócikk ezen változatának fordításán alapul.  Az eredeti cikk szerkesztőit annak laptörténete sorolja fel. Ez a jelzés csupán a megfogalmazás eredetét és a szerzői jogokat jelzi, nem szolgál a cikkben szereplő információk forrásmegjelöléseként.